# Englands herrlandslag i volleyboll
Englands herrlandslag i volleyboll (engelska: England men's national volleyball team) representerar England i volleyboll på herrsidan. Laget skulle ha deltagit i Europamästerskapet 1971, men drog sig ur innan turneringen började.

### Fotnoter
1. ↑  Todor Krastev (19 mars 1971). ”Men Volleyball VIII European Championship 1971 Milano (ITA) - 23.09 - 01.10 Winner Soviet Union” (på engelska). Sport Statistics. Arkiverad från originalet den 26 juni 2015. https://web.archive.org/web/20150626122915/http://todor66.com/volleyball/Europe/Men_1971.html. Läst 29 juni 2015.